# NGC 1694
NGC 1692 è una galassia a spirale (o lenticolare) barrata situata nella costellazione dell'Eridano, a una distanza di circa 187 milioni di anni luce dalla nostra Via Lattea.

## Scoperta
La galassia è stata scoperta il 9 gennaio 1880 dall'astronomo francese Édouard Stephan.

## Descrizione
Data la sua luminosità superficiale pari a 14,11, NGC 1694 può essere classificata come una galassia a bassa luminosità superficiale (nella letteratura in lingua inglese abbreviata in LSB, acronimo di Low Surface Brightness). Le galassie LSB sono galassie di tipo diffuso (D) con una luminosità superficiale inferiore di almeno una magnitudine a quella del cielo notturno circostante.
Nelle immagini SDSS è visibile sia l'anello esterno che contorna la galassia (R') che quello interno che contorna il nucleo (r:), come pure la barra che attraversa il nucleo (B). La relativa classificazione è illustrata dalla descrizione morfologica riportata da NASA/IPAC.